# Лацанич Ігор Васильович
Ігор Васильович Лацанич (нар. 11 липня 1935, смт. Великий Березний Закарпатської обл. — пом. 2003, Львів) — український диригент, музикант. Народний артист Української РСР (1979), та Республіки Татарстан.

## Життєпис
Закінчив Львівську консерваторію.
У 1970—1975 роках був головним диригентом Донецького державного академічного театру опери та балету ім. А. Б. Солов'яненка.
Диригував у таких виставах: «Ярослав Мудрий» Ю. Мейтуса, «Десять днів, що сколихнули світ» М. Кармінського, «Тангейзер» Р. Вагнера, «Джоконда» А. Понк'єллі.
У 1975—1994 роках працював у Львівському театрі опери та балету, майже двадцять років був головним диригентом.

## Творчість
У його репертуарі було понад 100 опер, балетів, оперет. Завдяки йому львів'яни побачили «Джоконду» А. Понк'єллі й «Тангейзера» Р. Вагнера, «Війну і мир» С. Прокоф'єва та «Лускунчика» П. Чайковського, «Олеську баладу» Б. Янівського та «Вогненного ангела» В. Губаренка, «Украдене щастя» Ю. Мейтуса.
У 1994 р. відгукнувся на запрошення Казанського театру опери та балету, де працював головним диригентом. Останні роки життя провів у Львові.
Похований на 69 полі Личаківського цвинтаря.